# クリストファー・ハイアーダール
クリストファー・ハイアーダール（Christopher Heyerdahl、1963年9月18日 - ）は、カナダの俳優。

## 人物
ブリティッシュコロンビア州出身。ノルウェー系で、父親の従兄弟（いとこおじ）は、ノルウェーの有名な探検家のトール・ヘイエルダール。
映画『トワイライト』シリーズの吸血鬼マーカス役や、テレビドラマ『サンクチュアリ』のジョン・ダリット役などで知られる。

## 主な出演作品

### 映画
- ハイランダー3/超戦士大決戦 Highlander III: The Sorcerer (1994)
- バニシング・ヒーロー Coyote Run (1996)
- スナイパー/狙撃 Silent Trigger (1996)
- 栄光と狂気 Rowing Through (1996)
- ツイスト・テラー Twists of Terror (1997) テレビ映画
- ザ・サバイバル The Call of the Wild: Dog of the Yukon (1997) テレビ映画
- ヘモグロビン Bleeders (1997) ナレーター
- ピースキーパー The Peacekeeper (1997)
- 白い刻印 Affliction (1997)
- リトル・トリー The Education of Little Tree (1997)
- キリング・ヤード The Killing Yard (2001) テレビ映画
- リディック The Chronicles of Riddick (2004)
- キャットウーマン Catwoman (2004)
- ブレイド3 Blade: Trinity (2004)
- KAMATAKI -窯焚- (2005)
- 臨死 The Invisible (2007)
- トワイライト 特別篇 Twilight (2008)
- ラブ・レクイエム Cadavres (2009)
- ニュームーン/トワイライト・サーガ The Twilight Saga: New Moon (2009)
- トワイライト・サーガ/ブレイキング・ドーン Part1 The Twilight Saga: Breaking Dawn - Part 1 (2011)
- トワイライト・サーガ/ブレイキング・ドーン Part2 The Twilight Saga: Breaking Dawn - Part 2 (2012)
- 殺人の啓示 死を誘う男 The Calling (2014)
- ピーウィーのビッグ・ホリデー Pee-wee's Big Holiday (2016)
- ボーダーライン: ソルジャーズ・デイ Sicario: Day of the Soldado (2018)
- ストックホルム・ケース Stockholm (2018)
- トーゴー Togo (2019)

### テレビドラマ
- アー・ユー・アフレイド・オブ・ザ・ダーク? Are You Afraid of the Dark? (1993)
- ニュルンベルク軍事裁判 Nuremberg (2000) ミニシリーズ
- キング・オブ・キングス Napoléon (2002) ミニシリーズ
- スティーヴン・キングのキングダム・ホスピタル Kingdom Hospital (2004)
- スターゲイト アトランティス Stargate: Atlantis (2004-2009)
- INTO THE WEST イントゥー・ザ・ウエスト Into the West (2005) ミニシリーズ
- ヤング・スーパーマン Smallville (2007)
- 壊滅大津波 Killer Wave (2007) ミニシリーズ
- サンクチュアリ Sanctuary (2008-2011)
- スーパーナチュラル Supernatural (2009)
- カプリカ Caprica (2010)
- Hell on Wheels (2011-2016)
- トゥルーブラッド True Blood (2012)
- GOTHAM/ゴッサム Gotham (2015)
- マイノリティ・リポート Minority Report (2015)
- DIG/聖都の謎 Dig (2015)
- ヴァン・ヘルシング Van Helsing (2016-2019)
- Tin Star (2017- )
- ダムネーション Damnation (2017-2018)
- スタートレック:ディスカバリー Star Trek: Discovery（2020）
- ゼム Them (2021)
- チャペルウェイト 呪われた系譜 Chapelwaite (2021)
- ピースメイカー Peacemaker (2022)
- モナーク: レガシー・オブ・モンスターズ Monarch: Legacy of Monsters (2023-2024)